# Effingham Grant
Effingham Grant (n. 1820, Guernsey – d. 1892, București) a fost un diplomat, om de afaceri și filantrop, născut în Marea Britanie și stabilit ulterior în România.

## Înainte de a veni în România
Effingham Grant s-a născut pe insula Guernsey, Marea Britanie, fiind primul copil și singurul fiu al locotenentului Edward Effingham Grant (n. 1795) și Marie Grant (n. Marie Le Lacheur în 1789). Effingham a avut 5 surori, printre care și Maria Rosetti.

## Secretar al Consulatului britanic
În 1837 tânărul Grant găsește un post liber la Consulatul Britanic din Valahia, sub comanda lui Sir Robert Gilmour Colquhoun, care se va ocupa de formarea acestuia.
Un an mai târziu, sora sa, Maria Rosetti, îi face o vizită și decide să se mute și ea la București, căsătorindu-se ulterior cu C.A. Rosetti.
Se împrietenește cu Dinicu Golescu și se mută la palatul Belvedere al logofătului.
La 1850 Effingham Grant se căsătorește cu Zoe Racoviță, fata lui Alexandru Racoviță și a Anei Golescu și nepoata lui Dinicu Golescu. După căsătorie, familia intră în posesia Palatul Belvedere și moșiei aferente, moștenite de Zoe.
La 1854 Sir Robert Gilmour Colquhoun este numit consul al Bosniei și decide să părăsească țara. Effingham Grant decide atunci să renunțe la viața de diplomat și să se dedice afacerilor.

## Filantrop și om de afaceri

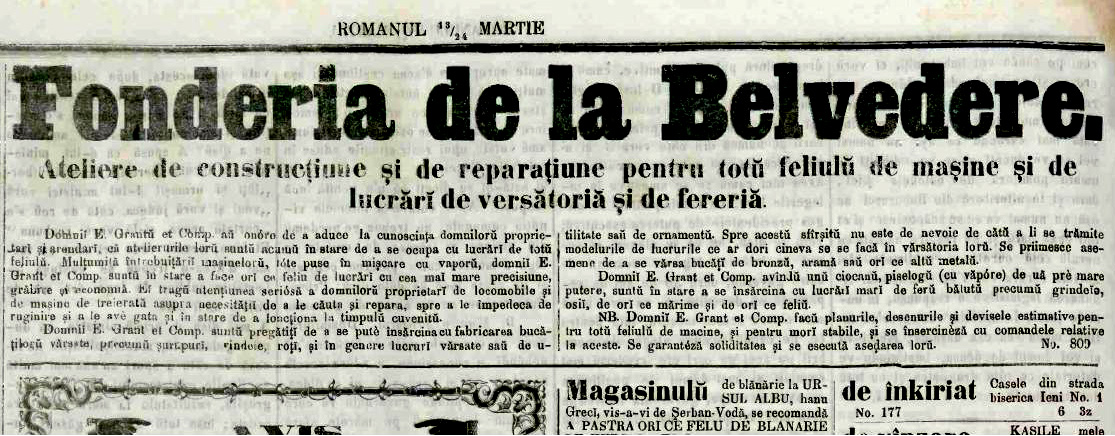
Anunț al turnătoriei lui Grant în ziarul Românul din 13 martie 1864

La 1863 Grant înființează Fonderia E. Grant et comp. Belvedere, prima turnătorie din București.
La 1864 britanicul pune bazele primului atelier de prelucrare a tutunului din țară, Manufactura de tutun Belvedere. Firma devine apoi Regia Monopolurilor Statului în 1879. Effingham parcelează terenul din jurul manufacturii și îl vinde muncitorilor, dând naștere la ceea ce va deveni cartierul Regie.
La 1865 Grant începe să se ocupe de o nouă afacere nemaîntâlnită în țară, creșterea de orhidee. Mai târziu această afacere a dat denumirea de Strada Orhideelor, denumire care se păstrează și astăzi.

## Urmași

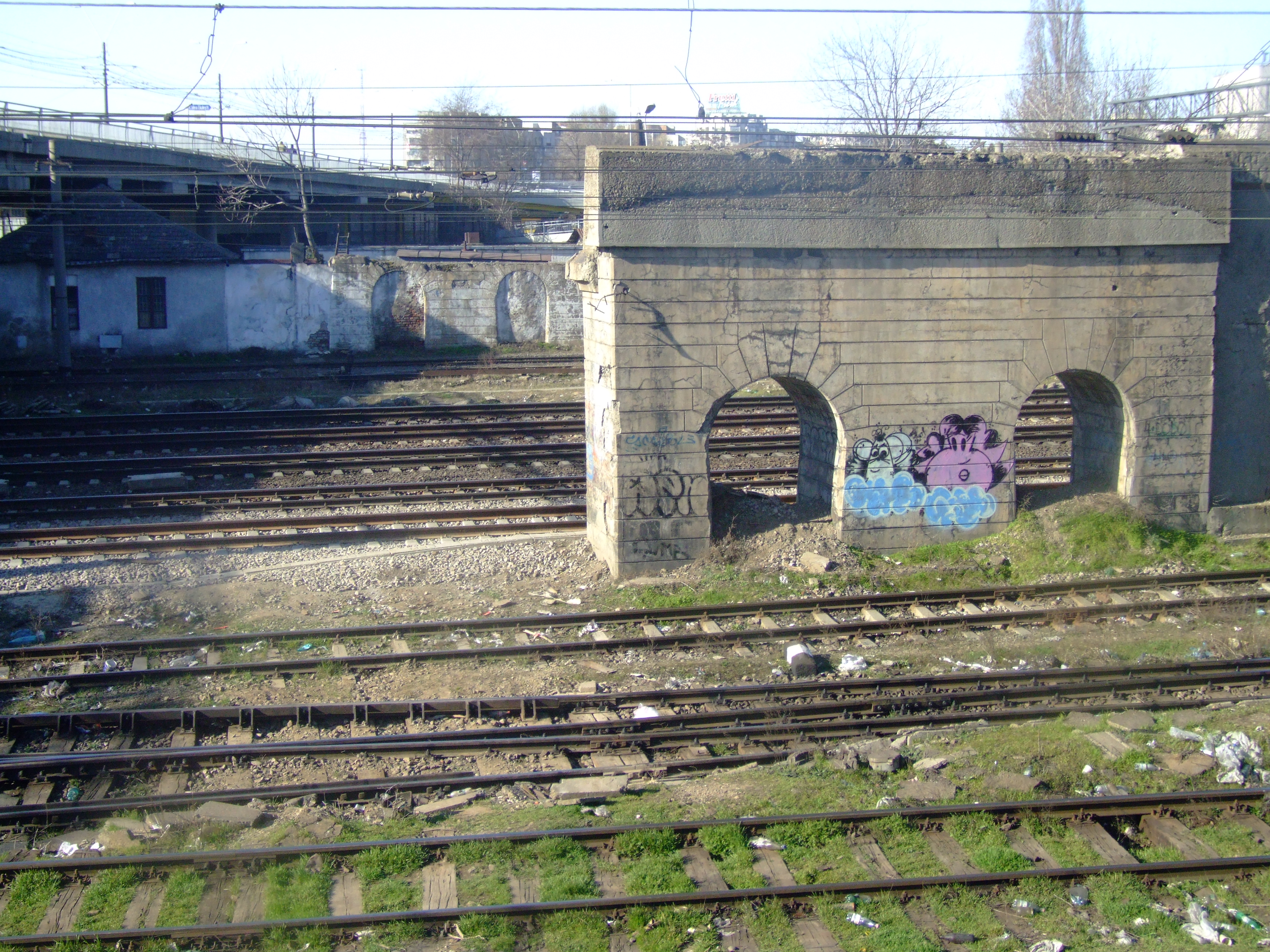
Pilonii vechiului pod Grant

Unul dintre fiii cuplului a fost Nicolae Grant, un cunoscut pictor român.
Un al doilea fiu al cuplului a fost inginerul constructor Robert Effingham Grant, care a participat la construcția Podului Grant și care l-a denumit în acest mod în cinstea tatălui său.